# Nicola Walker
Nicola Jane Walker (Londen, 15 mei 1970) is een Britse actrice.

## Biografie
Walker werd geboren in de wijk Stepney van Londen in een gezin van twee kinderen. Zij studeerde af aan New Hall College, een college voor vrouwelijke studenten van de Universiteit van Cambridge. Hier startte zij met het acteren bij de studententheaterclub Footlights.
Walker begon in de film in 1994, met een klein rolletje in Four Weddings and a Funeral. Daarna speelde zij meerdere rollen in films en televisieseries. Zij is  bekend van haar rollen als Ruth Evershed (Spooks), Cassie Stuart (Unforgotten) en Hannah Stern (The Split, met tegenspeler Barry Atsma). Naast het acteren voor televisie is zij ook actief in het theater.
Walker is getrouwd met acteur Barnaby Kay met wie zij een zoon heeft (2006).

## Filmografie

### Speelfilm
Uitgezonderd korte films.
- 2016 The Circuit - als Marty
- 2015 National Theatre Live: A View from the Bridge - als Beatrice
- 2014 Second Coming - als raadgeefster
- 2012 National Theatre Live: The Curious Incident of the Dog in the Night-Time - als Judy
- 2009 The Turn of the Screw - als Carla
- 2005 Shooting Dogs - als Rachel
- 2004 Thunderbirds - als moeder van Panhead
- 2000 Shiner - als rechercheur Garland
- 1997 Cows - als Shirley Johnson
- 1996 The Fortunes and Misfortunes of Moll Flanders - als Lucy Diver
- 1994 Milner - als Colette Brustein
- 1994 Four Weddings and a Funeral - als "frightful folk singer"

### Televisie
Uitgezonderd eenmalige gastrollen.
- 2021-2023 Annika - als DI Annika Strandhed - 9 afl.
- 2022 Marriage - als Emma - 4 afl.
- 2018-2022 The Split - als Hannah Stern - 18 afl.
- 2015-2021 Unforgotten - als Cassie Stuart - 24 afl.
- 2019-2020 The Lovecraft Investigations - als Eleanor Peck - 12 afl.
- 2012-2020 Last Tango in Halifax - als Gillian - 24 afl.
- 2018 Collateral - als Jane Oliver - 4 afl.
- 2015 River - als Jackie 'Stevie' Stevenson - 6 afl.
- 2014 Babylon - als Sharon - 7 afl.
- 2013 Scott & Bailey - als Helen Bartlett - 4 afl.
- 2013 Prisoners Wives - als Jo Fontaine - 4 afl.
- 2013 Heading Out - als Justine - 6 afl.
- 2012 A Mother's Son - als rechercheur Sue Upton - 2 afl.
- 2012 Inside Men - als Kirsty Coniston - 4 afl.
- 2007 Oliver Twist - als Sally - 4 afl.
- 2007 Torn - als Joanna Taylor - 3 afl.
- 2005 Broken News - als Katie Willard - 3 afl.
- 2003-2011 Spooks - als Ruth Evershed - 57 afl.
- 1997-1999 Touching Evil - als Susan Taylor - 16 afl.
- 1999 The Last Train - als Harriet Ambrose - 6 afl.
- 1997 Chalk - als Suzy Travis - 12 afl.
- 1994 Faith - als Sally Grace - miniserie

- Bibsys: 4046665
- Bibliothèque nationale de France: cb16509570k (data)
- Gemeinsame Normdatei: 1061283488
- International Standard Name Identifier: 0000 0000 4264 2715
- Library of Congress Control Number: no00023055
- MusicBrainz: 788139a6-9143-4852-abe8-d3546a60a691
- Nederlandse Thesaurus van Auteursnamen: 405359721
- Système universitaire de documentation: 174316216
- Virtual International Authority File: 257149294392180522660